# Giellagasinstitutet
Giellagas-instituhttii, Giellagasinstitutet, (finska Giellagas-instituuttii) är ett institut för samiska frågor vid Uleåborgs universitet.
Giellagasinstitutet grundades 2001 och har ett nationellt ansvar för att ge utbildning i samiska språk och i samisk kultur och forska i frågor av samiskt intresse. Det är knutet till Fakulteten för humaniora.
Institutets båda huvudområden är samiska språk och samisk kultur. Språkundervisningen sker på samiska, medan också finska och engelska är undervisningsspråk för kulturstudierna.
Institutet leds av Anni-Siiri Länsman och har en fakultet på nio lärare och forskare.